# Daniel Clark
Daniel Allen Clark (ur. 14 października 1985 w Chicago) – amerykańsko-kanadyjski aktor. Jest znany głównie z serialu młodzieżowego Degrassi: Nowe pokolenie, w którym gra Seana. Jego pseudonim to Gator.
Jest starszym bratem Roberta Clarka.

## Filmografia
- 2007: Juno jako Steve Rendazo
- 2002: The Bail jako Max
- 2001: Degrassi: Nowe pokolenie jako Sean Hope Cameron
- 2000: Dear America: The Secret Diary of Princess Elizabeth jako Robin Dudley
- 2000: Modelka na medal jako Josh Burroughs
- 1999: Wielka niedźwiedzica jako Młody Harry
- 1999–2000: I Was a Sixth Grade Alien jako Tim Tomkins
- 1999–2000: Czy boisz się ciemności? jako Max (gościnnie)
- 1998: Eerie, Indiana: Inny wymiar jako Stanley Hope
- 1998–2001: Real Kids, Real Adventures jako Sean Redden (gościnnie)
- 1997–2002: Ziemia: Ostatnie starcie jako Yulyn (gościnnie)
- 1995–1998: Gęsia skórka jako Mark Rowe (gościnnie)
- 1994: Ostry dyżur jako Daniel Clark (gościnnie)